# SN 2011je
SN 2011je – supernowa typu II pec, odkryta 27 listopada 2011 roku w galaktyce A040553+1328. W momencie odkrycia, miała maksymalną jasność 18,4m.